# Bermudische Badmintonmeisterschaft
Bermudische Badmintonmeisterschaften wurden erstmals im Jahr 1937 ausgetragen. Internationale Titelkämpfe gibt es im Inselstaat seit 1964.

## Die Sieger
| Saison    | Herreneinzel      | Dameneinzel       | Herrendoppel                   | Damendoppel                     | Mixed                          |
| --------- | ----------------- | ----------------- | ------------------------------ | ------------------------------- | ------------------------------ |
| 1937      | W. E. Hall        | I. Darrell        | W. E. Hall P. W. Feakins       | Mrs. T. C. Smith Richards       | W. E. Hall Mrs. T. C. Smith    |
| 1938 1941 | keine Daten       | keine Daten       | keine Daten                    | keine Daten                     | keine Daten                    |
| 1942 1946 | nicht ausgetragen | nicht ausgetragen | nicht ausgetragen              | nicht ausgetragen               | nicht ausgetragen              |
| 1947      | Neville Atwood    | Mrs. R. Doe       | R. Dodwell G. Belvin           | Mrs. L. Gibson Mrs. R. Arton    | R. Dodwell Mrs. R. Arton       |
| 1948      | Donald Smith      | Mrs. R. Arton     | Pete Perinchief Neville Atwood | Judy Cross Mrs. R. Arton        | R. Dodwell Mrs. R. Arton       |
| 1949      | Donald Smith      | Natalie North     | Pete Perinchief Neville Atwood | Natalie North Mrs. Charles Moss | Donald Smith Natalie North     |
| 1950      | Donald Smith      | Natalie North     | Pete Perinchief Neville Atwood | Natalie North Winifried Savill  | Donald Smith Natalie North     |
| 1951      | Donald Smith      | Natalie North     | Pete Perinchief Neville Atwood | Natalie North Winifried Savill  | Donald Smith Natalie North     |
| 1952      | Ralph Pengelly    | Natalie North     | Joe Benevides Ervin Faries     | Natalie North Winifried Savill  | Brian Smith Natalie North      |
| 1953      | Joe Benevides     | Natalie North     | Joe Benevides Ervin Faries     | Natalie North Winifried Savill  | Brian Smith Natalie North      |
| 1954      | Joe Benevides     | Natalie North     | Pete Perinchief Neville Atwood | Simone Bardgett Isobelle Flood  | Brian Smith Natalie North      |
| 1955      | Ashley Marshman   | Natalie North     | Ashley Marshman Neville Atwood | Barbara Matson Isobelle Flood   | Ashley Marshman M. Craig       |
| 1956      | Ashley Marshman   | Natalie North     | Ashley Marshman Neville Atwood | Barbara Matson Isobelle Flood   | Neville Atwood Natalie North   |
| 1957      | Ashley Marshman   | Natalie North     | Ralph Pengelly Brian Smith     | Barbara Matson Pat Farmer       | Neville Atwood Natalie North   |
| 1958      | Jim Maitland      | Natalie North     | Ralph Pengelly Brian Smith     | Natalie North Winifried Savill  | Neville Atwood Natalie North   |
| 1959      | Peter Scott       | Marjorie Alderson | Ralph Pengelly Brian Smith     | Marjorie Alderson Anne Gibbens  | Peter Scott Marjorie Alderson  |
| 1960      | Peter Scott       | Natalie North     | Peter Scott M. Stowe           | Simone Bardgett Isobelle Flood  | Peter Scott Isobelle Flood     |
| 1961      | Alec York         | Aideen Nolan      | Joe Benevides Arthur Flood     | Aideen Nolan Lillian Clegg      | Arthur Nolan Aideen Nolan      |
| 1962      | Raymond McNeill   | Doreen McNeill    | Alec York Ernie Owen           | Doreen McNeill Lillian Clegg    | Raymond McNeill Doreen McNeill |
| 1966      | Barry Richardson  | Lilian Moran      | Barry Richardson Bill Breeze   | Elizabeth Crayton Jean Manton   | Barry Richardson Jean Manton   |
| 1967 1969 | keine Daten       | keine Daten       | keine Daten                    | keine Daten                     | keine Daten                    |
| 1970      | Colin Ayling      | Louise Leslie     | Colin Ayling Len Daniel        | Louise Leslie Elizabeth Crayton | Colin Ayling Coral Hankey      |
| 1971 1988 | keine Daten       | keine Daten       | keine Daten                    | keine Daten                     | keine Daten                    |
| 1989      | Steve Wellman     | C. Askins         | Kenny Bremar Steve Wellman     | C. Askins Lisa Ferrari          | Kenny Bremar K. Thompson       |
| 1990      | Darrin Cowell     | Wendy Cummings    | Randy Brangman Harold Minors   | Wendy Cummings Sally Kisby      | Junior Durrant Wendy Cummings  |
| 1991 2025 | keine Daten       | keine Daten       | keine Daten                    | keine Daten                     | keine Daten                    |